# Rodolfo Amando Philippi
Pour l’article homonyme, voir Philippi.
Rodolfo Amando Philippi (né Rudolph Amandus) est un  naturaliste chilien d'origine prussienne, né le 14 septembre 1808 à Charlottenbourg et mort le 23 juillet 1904 à Santiago du Chili.

## Biographie
Passionné par l’histoire naturelle dès sa jeunesse, il fait des études de médecine à l'université Frédéric-Guillaume de Berlin et obtient son diplôme en 1830. Il comptait parmi ses professeurs : Heinrich Lichtenstein (1780-1857), Heinrich Friedrich Link (1769-1851), Arend Friedrich August Wiegmann (1802-1841) et Alexander von Humboldt (1769-1859).
Il commence à enseigner en 1835 à Cassel mais il perd son emploi à la suite des troubles politiques de 1848-1850.
Il émigre au Chili en 1851 pour y retrouver son frère. Il devient alors professeur d’histoire naturelle à l'université du Chili en 1853, et assume les directions du Musée national d'histoire naturelle de Santiago et du Jardin botanique. Il joue un grand rôle dans l’organisation de la science chilienne en organisant des voyages d’exploration, particulièrement dans le détroit de Magellan et dans les îles chiliennes. Il participe à une expédition dans le désert d'Atacama au nord du Chili en 1853.

## Publications
- (de) Abbildungen und Beschreibungen neuer oder wenig bekannter Conchylien, Cassel, Theodor Fischer, 1842–1850
- (la) Enumeratio molluscorum Siciliae cum viventium tum in tellure tertiara fossilium, Berlin, Schropp, 1836; 2e  éd., Halle, Eduard Anton, 1844
- (de) « Die sogenannte Wüste Atacama », dans Mittheilungen aus Justus Perteś geographischer Anstalt, Gotha, Petermann; Justus Perthes, 1856
- (es) Viage al Desierto de Atacama hecho de orden del Gobierno de Chile en el verano 1853-54, Halle, Eduard Anton, 1860 — Sans doute la plus remarquable de ses publications
- (la) Florula Atacamensis seu Enumeratio plantarum, in itinere…, Halle, Eduard Anton, 1860
- (es) La Isla de Pascua y sus habitantes Jeografía 2. Santiago de Chile, Imprenta Nacional, 1873
- (es) Elementos de historia natural, 4e ed. 1885
- (es) Elementos de botánica, 1885